# Kryptonesticus
Kryptonesticus és un gènere d'aranyes araneomorfes de la família dels nestícids (Nesticidae). Fou descrit per primera vegada l'any 2017 per Pavlek i Ribera.
Les seves espècies és distribueixen només a Europa, tot i que una espècie, K. eremita, ha estat introduïda a Nova Zelanda, a Auckland. Totes les espècies de Kryptonesticus tenen una localització molt restringida i són endèmiques, amb l'excepció de K. eremita.
Set de les seves vuit espècies reconegudes actualment han sigut transferides des del gènere Nesticus; tan sols l'espècie tipus Kryptonesticus deelemanae ja formava part del gènere.

## Taxonomia
Segons el World Spider Catalog, amb data de desembre de 2018, Kryptonesticus té reconegudes 8 espècies:
- Kryptonesticus arenstorffi (KulczyńEsquí, 1914) — Bòsnia-Hercegovina
- Kryptonesticus beroni (Deltshev, 1977) — Bulgària
- Kryptonesticus beshkovi (Deltshev, 1979) — Creta
- Kryptonesticus deelemanae Pavlek & Ribera, 2017 — Croàcia
- Kryptonesticus dimensis (López-Pancorbo, Kunt & Ribera, 2013) — Gall dindi
- Kryptonesticus eremita (Simon, 1879) — Europa; introduït dins Nova Zelanda
- Kryptonesticus fagei (Kratochvíl, 1933) — Itàlia, Montenegro
- Kryptonesticus henderickxi (Bosselaers, 1998) — Creta